# 云南球蛛
云南球蛛（学名：Theridion yunnanensis）为球蛛科球蛛属的动物。在中国大陆，分布于云南等地。该物种的模式产地在云南。其种加词 yunnanensis 意为“云南的”。